# Fontanigorda
Fontanigorda é uma comuna italiana da região da Ligúria, província de Génova, com cerca de 335 habitantes. Estende-se por uma área de 16 km², tendo uma densidade populacional de 21 hab/km². Faz fronteira com Fascia, Montebruno, Rezzoaglio, Rovegno.

## Demografia
| Variação demográfica do município entre 1861 e 2011                               |
|                                                                                   |
| Fonte: Istituto Nazionale di Statistica (ISTAT) - Elaboração gráfica da Wikipedia |

## Cidades-irmãs
- Saint-Maime, França (1997)